# Haploops descansa
Haploops descansa is een vlokreeftensoort uit de familie van de Ampeliscidae. De wetenschappelijke naam van de soort is voor het eerst geldig gepubliceerd in 1961 door Jerry Laurens Barnard.